# Masahiko Sawaguchi
Masahiko Sawaguchi (født 22. juli 1985) er en japansk fodboldspiller.